# Luan (Vorname)
Luan ist ein männlicher, selten auch weiblicher Vorname.

## Herkunft und Bedeutung

### Männlicher Vorname
Der Vorname Luan ist albanischen Ursprungs und bedeutet „Löwe“. Möglich ist auch eine Ableitung von lateinisch luna „Mond“.
Für eine Herleitung von der keltischen Vokabel lúan „Mond“, „Montag“, „Licht“ gibt es keine Anhaltspunkte.

### Weiblicher Vorname
Als weiblicher Vorname ist Luan schottisch-gälischen Ursprungs und bedeutet vermutlich „Krieger“ oder „Aufstand“.

## Verbreitung
Der Name Luan ist fast ausschließlich als männlicher Name verbreitet. Besonders häufig findet er sich in Vietnam, Albanien, dem Kosovo und Nordmazedonien. Auch in Portugal wird der Name regelmäßig vergeben. In Brasilien ist der Name ebenfalls sehr populär. In der Schweiz stieg die Beliebtheit des Namens seit den 2010er Namen steil an. Im Jahr 2020 belegte er Rang 29 in der Hitliste.
In Deutschland nimmt die Beliebtheit des Namens seit den 2000er Jahren zu. Im Jahr 2021 belegte er Rang 106 der Vornamenscharts. Besonders häufig wird der Name im Südwesten des Landes vergeben.

## Varianten
Die weibliche Variante des Namens lautet Luana.

## Bekannte Namensträger

### Männliche Namensträger
- Luan Starova (1941–2022), jugoslawisch-mazedonischer Schriftsteller und Diplomat
- Luan Gummich (* 1989), deutsch-brasilianischer Schauspieler
- Luan Krasniqi (* 1971), deutsch-albanischer Boxer
- Luan Santana (* 1991),  brasilianischer Latin-Sänger
- Luan Vieira (* 1993), brasilianischer Fußballspieler
- Luan Abazi (* 2002), nordmazedonisch-schweizerischer Fußballspieler
- Luan Garcia (* 1993), brasilianischer Fußballspieler
- Luan Leite da Silva (* 1996), brasilianischer Fußballspieler

### Fiktive Namensträger
- Luan Loud, Schwester von Lincoln Loud in der Zeichentrickserie Willkommen bei den Louds